# بازار زرغري
بازار زرغري (بالفارسية: بازار زرگری) هي بازار تاريخية تعود إلى عصر القاجاريون، وتقع في كرمان.